# Pietro Guido Ier Torelli
Pour les articles homonymes, voir Pierre Ier et Torelli.
Pietro Guido Torelli (né à Guastalla et mort à Carpi le 18 avril 1460) fut comte de Guastalla.

## Biographie
Second fils de Guido, comte de Guastalla, Pietro Guido Torelli succède, avec son frère Cristoforo après la mort de leur père, sur le trône du comté de Guastalla.
Après quelques années de règne avec son frère, les désaccords ne tardent pas à se faire sentir ce qui conduit, en 1456, à la division des domaines. Pietro Guido reçoit le comté de Guastalla ainsi que les seigneuries de Settimo e Villareggio dans la région de Pavie. Cette séparation donne naissance à la branche de Torelli, comte de Guastalla.
Les chroniqueurs de l'époque le décrivent comme un homme agité et d'une intelligence limitée. Ce caractère l'éloigne de Gustalla pour occuper la fonction de capitaine à la solde des ducs de Milan. Finale Ligure devient sa seconde demeure où il réside dans le palais des Carretto de qui il épouse Maddalena, fille de Galeotto Ier del Carretto, marquis de Finale, et de Vannina Adorno, d'une noble famille de doge génois. Il est obligé d'abandonner sa résidence lorsque les Génois prennent possession de Finale.
Pietro Guido Torelli meurt en 1460 à Carpi où il réside dans la maison d'Alberto Pio et où il a contracté une maladie qui nous est inconnue. Il est enterré à Milan dans l'église de Sant'Eustorgio, dans la chapelle privée des Visconti à côté de sa mère Orsina.

## Descendance
Pietro Guido et Maddalena eurent deux garçons et deux filles:
- Guido Galeotto,
- Francesco Maria,
- Antonietta,
- Lucrezia, mariée au comte Federico Ippolito.